# أبلاي سيسوكو
أبلاي سيسوكو (بالفرنسية: Ablaye Cissoko)‏ (مواليد سنة 1970 بمدينة كولدا في السنغال) فنان موسيقي وعازف سنغالي على آلة الكورا. شارك سيسوكو في عدة مهرجانات عبر العالم للتعريف بهذه الآلة التقليدية، منها مشاركات له في دول عربية كالمغرب والجزائر.

## روابط خارجية
- أبلاي سيسوكو على موقع ميوزك برينز (الإنجليزية)
- أبلاي سيسوكو على موقع ديسكوغز (الإنجليزية)